# Zenon Buczkowski (architekt)
Zenon Buczkowski (ur. 31 października 1909, zm. 5 lipca 1997) – polski doktor nauk technicznych, inżynier architekt. 

## Życiorys
Był członkiem Stowarzyszenia Architektów Polskich i rzeczoznawcą działającym z ramienia tego stowarzyszenia. Studiował architekturę na Politechnice Warszawskiej, którą ukończył w 1948. Doktoryzował się w 1974. Laureat wyróżnienia pierwszego stopnia w konkursie na projekt typowy szpitala powiatowego oraz nagrody trzeciego stopnia Ministra Budownictwa i Przemysłu Materiałów Budowlanych.

## Realizacje
Zenon Buczkowski zaprojektował:
- budynek Teatru Rampa w Warszawie[2][3]
- oddział szpitalny w Lublinie[1]
- gmach Wydziału Farmaceutycznego Uniwersytetu Medycznego w Łodzi[1]
- przychodnię zdrowia i półsanatorium będące częścią Uniwersytetu Mikołaja Kopernika w Toruniu[4]